# 제마 매켄지브라운
제마 매켄지브라운(Jemma McKenzie-Brown, 1994년~)은 잉글랜드 출신의 배우이며, 《하이 스쿨 뮤지컬 3 : 졸업반》에서 티아라 골드를 연기한 것으로 알려져있다. 현재 런던 예술 학교(London Academy of Music and Dramatic Arts)에 재학 중이다.

## 출연작
| 년도   | 출연작                      | 역할              | 비고                 |
| ------ | --------------------------- | ----------------- | -------------------- |
| 2006년 | 멋진 프리처드 부인          | 조지나 프리처드   | 데뷔 영화            |
| 2007년 | TMi 시즌 3                  | TMier             |                      |
| 2008년 | M.I. High                   | 아이리나 레이필드 | 에피소드:스파이 플랜 |
| 2008년 | Old Peter's Russian Tales   | 마로시아          | 라디오 드라마        |
| 2008년 | 무시무시한 엄마             | 캐시              | 라디오 드라마        |
| 2008년 | 하이 스쿨 뮤지컬 3 : 졸업반 | 티아라 골드       |                      |
| 2012년 | 뱀파이어 다이어리           | 렉시              |                      |